# Франческо Барді
Франческо Барді (італ. Francesco Bardi, нар. 18 січня 1992, Ліворно) — італійський футболіст, воротар клубу «Реджяна».

## Клубна кар'єра
Народився 18 січня 1992 року в місті Ліворно. Вихованець юнацьких команд футбольних клубів «Соргенті Лаброне» та «Ліворно».
У дорослому футболі дебютував 16 травня 2010 року виступами за «Ліворно» в матчі серії А проти «Парми» (1:4), пропустивши 4 голи.
В січні 2011 року перейшов на правах оренди з правом викупу половини прав до «Інтернаціонале», і до кінця сезону воротар грав за молодіжну команду «неррадзурі». Влітку 2011 року «Інтер» викупив 50% контракту гравця за 1,35 млн євро, і відразу віддав його назад в оренду до рідного «Ліворно». Цього разу Франческо відіграв за клуб з Ліворно наступний сезон своєї ігрової кар'єри і був основним голкіпером команди у Серії Б.
У червні 2012 року «Інтер» викупив і другу половину прав на гравця за 1,5 млн євро плюс права на футболістів Сімоне Делл'Аньєлло і Лука Сілігарді. Незабаром після цього гравця було віддано в оренду в «Новару», де він провів наступний сензон у Серії Б і також був основним воротарем.
В липні 2013 року знову був відданий в оренду в «Ліворно», яке тільки-но повернулось до Серії А. Цього разу провів у складі його команди 34 з 38 матчів, проте не врятував команду від вильоту.
З 27 червня 2014 року один сезон на правах оренди захищав кольори «К'єво», але був дублером Альбано Біссаррі, тому на поле виходив нерегулярно.
25 липня 2015 року був відданий в оренду на сезон в іспанський «Еспаньйол», якому був необхідний голкіпер після уходу Кіко Касільї. Проте в Іспанії за півсезона провів лише декілька ігор на Кубок країни.
На початку 2016 року був орендований «Фрозіноне», одним з аутсайдерів італійської Серії A. За результатами сезону 2015/16 команда понизилася в класі, а сам голкіпер до його завершення майже не грав. Утім орендну угоду було подовжено, і вже наступного сезону, який «Фрозіноне» проводив у другому дивізіоні, Барді був його основним воротарем. Аналогічна ситуація була й у сезоні 2017/18, по завершенні якого клуб повернувся до елітного дивізіону та уклав з Барді повноцінний контракт. У Серії A 2018/19 знову був резервним голкіпером, після чого провів у «Фрозіноне» ще два сезони як гравець основного складу на рівні Серії B.
17 липня 2021 року приєднався до «Болоньї», команди найвищого дивізіону Італії. Став її резервним голкіпером, взявши по ходу сезону 2021/22 участь лише у двох іграх Серії A. Ще в одній грі найвищого дивізіону провів наступного сезону.
6 липня 2023 року перейшов до друголігової «Реджяни», де отримав постійне місце у стартовому складі.

## Виступи за збірні
2009 року дебютував у складі юнацької збірної Італії, з якою брав участь у чемпіонатах Європи та світу серед збірних до 17 років, будучи дублером Маттіа Періна. Всього взяв участь у 18 іграх на юнацькому рівні, пропустивши 17 голів.
Протягом 2011–2015 років залучався до складу молодіжної збірної Італії і брав участь на чемпіонатах Європи 2013 і 2015 років в статусі основного воротаря. Всього на молодіжному рівні зіграв у 37 офіційних матчах, пропустив 33 голи.

## Статистика виступів

### Статистика клубних виступів
Станом на 17 серпня 2021
| Сезон                 | Команда               | Чемпіонат             | Чемпіонат | Чемпіонат | Національний кубок | Національний кубок | Національний кубок | Єврокубки | Єврокубки | Єврокубки | Інші змагання | Інші змагання | Інші змагання | Усього | Усього |
| Сезон                 | Команда               | Ліга                  | Ігор      | Голів     | Ліга               | Ігор               | Голів              | Ліга      | Ігор      | Голів     | Ліга          | Ігор          | Голів         | Ігор   | Голів  |
| --------------------- | --------------------- | --------------------- | --------- | --------- | ------------------ | ------------------ | ------------------ | --------- | --------- | --------- | ------------- | ------------- | ------------- | ------ | ------ |
| 2009-10               | «Ліворно»             | A                     | 1         | −4        | КІ                 | 0                  | −0                 | —         | —         | —         | -             | —             | —             | 1      | −4     |
| 2010-11               | «Ліворно»             | B                     | 0         | −0        | КІ                 | 0                  | −0                 | —         | —         | —         | —             | —             | —             | 0      | −0     |
| 2010-11               | «Інтернаціонале»      | A                     | 0         | −0        | КІ                 | 0                  | −0                 | —         | —         | —         | —             | —             | —             | 0      | −0     |
| 2011-12               | «Ліворно»             | B                     | 34        | −38       | КІ                 | 1                  | −1                 | —         | —         | —         | —             | —             | —             | 35     | −39    |
| 2012-13               | «Новара»              | B                     | 35+2      | −39 + −5  | КІ                 | 1                  | −2                 | —         | —         | —         | —             | —             | —             | 38     | −46    |
| 2013-14               | «Ліворно»             | A                     | 35        | −69       | КІ                 | 0                  | −0                 | —         | —         | —         | —             | —             | —             | 35     | −69    |
| Усього за «Ліворно»   | Усього за «Ліворно»   | Усього за «Ліворно»   | 70        | −111      |                    | 1                  | −1                 |           | —         | —         |               | —             | —             | 71     | −112   |
| 2014-15               | «К'єво»               | A                     | 10        | −17       | КІ                 | 1                  | −1                 | —         | —         | —         | —             | —             | —             | 11     | −18    |
| 2015-16               | «Еспаньйол»           | ПД                    | 0         | 0         | КІ                 | 2                  | -3                 | -         | -         | -         | -             | -             | -             | 2      | -3     |
| січ.-черв. 2016       | «Фрозіноне»           | A                     | 2         | -3        | КІ                 | -                  | -                  | -         | -         | -         | -             | -             | -             | 2      | -3     |
| 2016–17               | «Фрозіноне»           | B                     | 39+2      | -40 + -1  | КІ                 | 1                  | -2                 | -         | -         | -         | -             | -             | -             | 42     | -43    |
| 2017–18               | «Фрозіноне»           | B                     | 25        | -27       | КІ                 | 0                  | 0                  | -         | -         | -         | -             | -             | -             | 25     | -27    |
| 2018–19               | «Фрозіноне»           | A                     | 3         | -5        | КІ                 | 0                  | 0                  | -         | -         | -         | -             | -             | -             | 3      | -5     |
| 2019–20               | «Фрозіноне»           | B                     | 36+5      | -34 + -4  | КІ                 | 2                  | -1                 | -         | -         | -         | -             | -             | -             | 43     | -39    |
| 2020–21               | «Фрозіноне»           | B                     | 34        | -39       | КІ                 | 0                  | 0                  | -         | -         | -         | -             | -             | -             | 34     | -39    |
| Усього за «Фрозіноне» | Усього за «Фрозіноне» | Усього за «Фрозіноне» | 139+7     | -148 + -5 |                    | 3                  | -3                 |           | -         | -         |               | -             | -             | 149    | -156   |
| 2021–22               | «Болонья»             | A                     | 2         | -2        | КІ                 | 0                  | 0                  | -         | -         | -         | -             | -             | -             | 2      | -2     |
| 2022–23               | «Болонья»             | A                     | 1         | 0         | КІ                 | 1                  | -0                 | -         | -         | -         | -             | -             | -             | 2      | -0     |
| Усього за «Болонью»   | Усього за «Болонью»   | Усього за «Болонью»   | 3         | -2        |                    | 1                  | -0                 |           | -         | -         |               | -             | -             | 4      | -2     |
| 2023–24               | «Реджяна»             | B                     | 4         | -6        | КІ                 | 2                  | -3                 | -         | -         | -         | -             | -             | -             | 6      | -9     |
| Усього за кар'єру     | Усього за кар'єру     | Усього за кар'єру     | 260 + 9   | -320+-10  |                    | 11                 | -13                |           | 0         | 0         |               | -             | -             | 280    | -341   |